# Trobada de Gegants, Grallers i Correfocs de les Borges Blanques

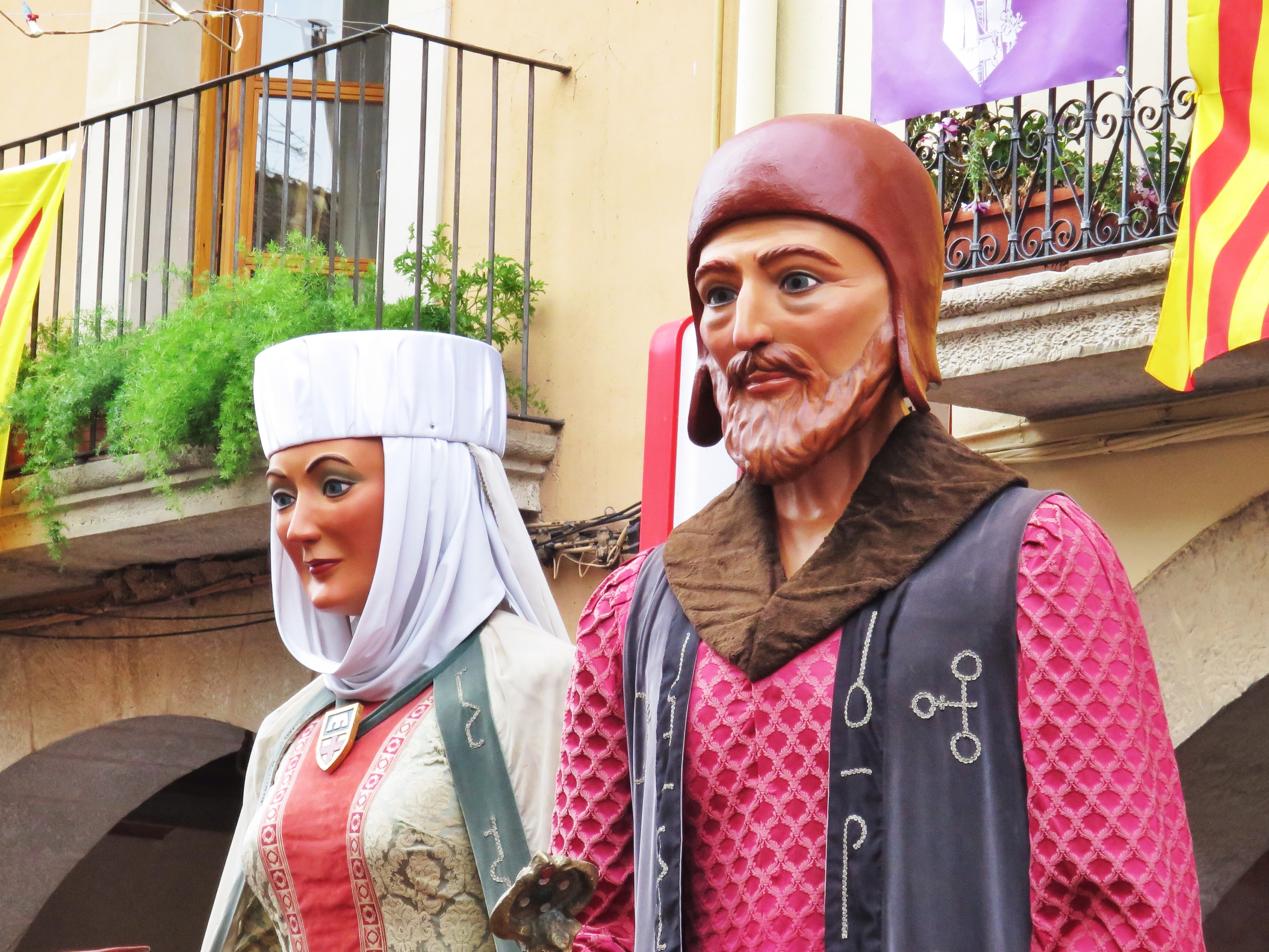
Gegants.

La Trobada de Gegants, Grallers i Correfocs de Les Borges Blanques és un acte que forma part de la festa major d'aquesta localitat i que se celebra el primer dissabte de setembre des del 1983.
Més de 25 gegants, diversos elements de bestiari, capgrossos, dos grups de diables i el Canó del Salo de les Borges van participar en la primera trobada. Amb els anys creix la participació dels diversos elements a la trobada. En la dècada dels 90 els gegants que s'hi aplegaven rondaven ja el centenar, xifra que s'ha anat mantenint fins a l'actualitat, amb una cinquantena de colles geganteres desplaçades d'arreu de Catalunya. Així, el 1999 la trobada passà a anomenar-se Trobada de Gegants, Grallers i Correfocs.

## Descripció
L'ajuntament de les Borges Blanques disposa d'una parella de gegants, als quals s'han anat afegint noves colles del municipi. Entre tots, a les Borges hi ha quaranta gegants, una desena de capgrossos i el popular Canó del Salo, element centenari que també participa en la trobada.
El Canó del Salo és un canó, propietat de l'ajuntament de les Borges Blanques, que surt al carrer per la festa major o altres festes excepcionals, i dins del qual s'hi posa traques. Aquest canó havia estat del Sr. Gonzalo Solé Segarra de les Borges Blanques, conegut per tothom com “el Salo”. Es Salo anunciava amb el seu el canó l'inici de les festes a les Borges. Es desconeix el seu origen i de quina època és. El document gràfic més antic que el recull data de l'any 1907.
El dissabte, a partir de les 16h té lloc la plantada de gegants al Passeig del Terrall i a quarts de 7 de la tarda, es dona inici a la Trobada de Gegants, Grallers i Correfocs, des de la plaça de la Vila. Des de l'edició del 2008, els gegants de l'ajuntament, Peronella i Ramon Berenguer IV, reben i fan el passadís a la resta de gegants convidats a la festa. Després del pregó que inaugura la festa major, continua la trobada gegantera, que acostuma a començar amb un ball dels gegants de les Borges i altres elements que han variat segons les edicions: elements de bestiari que es troben a la plaça, actuacions castelleres, falcons...
Un cop acabada la dansa i la demostració, tots els gegants, amb el seu seguici de grallers i acompanyants, fan el recorregut per diversos carrers del nucli antic de la població. Al capdavant de tot el seguici es col·loca la parella de gegants de l'ajuntament, sempre precedits pel Canó del Salo, darrere seu el Manelet del Terrall i el Dimoni Astaroth del Grup Recerca, els gegants Marc Antoni i Cleòpatra de la Colla Estimem els Gegants, els diversos gegants i bestiari del Grup Vivall de les Borges Blanques i el dimoni dels Diables de Les Borges Blanques "Els Borjuts", segueixen la resta de colles geganteres vingudes d'arreu de Catalunya. Quan la desfilada arriba davant de l'església, els gegants tornen a dansar i representen alguna escenografia.
Un cop el seguici torna a la plaça porxada, els gegants deixen pas als Correfocs. El grup de Diables de Les Borges Blanques "Els Borjuts" i el Grup de Diables Recerca i un o dos grups més de diables convidats, fan una demostració dels seus números de foc.